# Maffei (famiglia)
I Maffei o Maffey sono un'antichissima casata patrizia e consolare nobile in Volterra, Roma, Verona, ec.

## Storia familiare
Come tutte le antiche nobili famiglie anche quella dei Maffei ha origini contrastanti ed intrecciate in quanto si confondono nella notte dei tempi antichi: I Maffei di Verona furono considerati della stirpe dei Franchi, perché ritenuti un ramo della famiglia Geremia o Geremei di Bologna, che aveva come antico avo Jeremias o Geremia duca di Colonia nell'antica Renania Settentrionale-Vestfalia, che verso l'anno 715 si stabilì in Bologna, regnando l'imperatore Teodosio III. Nell'atrio del Palazzo Maffei di Verona in Piazza delle Erbe, vi era un'epigrafe antica, dove si ricavava la discendenza dei Maffei dalla stirpe dei Geremei. I discendenti del Duca franco Geremia di Germania, in Bologna si denominarono dapprima di Geremia poi Geremei, ed originarono da altrettanti nomi propri, le schiatte di varie famiglie illustri: Bazilieri, Buvalelli, Sopramari, Maffei, Da Polenta, ecc. Altro avo celebre fu Sergio, che nel X secolo fu Duca di Ravenna e sposò Traversa Traversari dalla quale ebbe come figlio San Romualdo di Camaldoli.
In Bologna i discendenti de' Geremei furono al comando della fazione guelfa come i discendenti del Maffeo in Volterra furono in vari periodi a capo dei Guelfi. Nel XIII secolo trovasi in Verona la famiglia Maffei discendente come scrivono gli storici, dalla rinomata stirpe de' Geremei, che anticamente signoreggiò Bologna e Pistoia. Ippolito Pindemonte figlio di Ludovica Maria Maffei, nipote del celebre marchese Scipione Maffei, dell'origine della famiglia Maffei di Verona scrive:<< le contrarie fazioni de' Guelfi e de' Ghibellini, ch'erano spesso cagione del trasmutarsi da una città all'atra delle famiglie, obbligarono i Maffei a lasciar Bologna, di cui mi paiono anzi, che di Volterra, come alcuni avvisano, originari, e a stabilirsi in Verona, donde più rami in più parti d'Italia si trapiantarono >>.
I Geremei Signori in Bologna passarono in Toscana a Pistoia, pertanto in base all'origine franca dei Maffei, sembra che nell'IX secolo un discendente de' Geremei di nome Matteo/Maffeo si stabilì in Volterra e divenne nell'850 quel Maffeo I denominato volterrano, che fu il fondatore della casata Maffei, oppure che i Maffei di Verona originari di Bologna dagli antichi Maffei de' Geremei Franchi, siano invece un ceppo distinto dai Maffei volterrani.
Per altri sembra, ma è solamente un'ipotesi, che la famiglia discendesse dai Geremei per via femminile tramite unione matrimoniale, mentre per via antichissima maschile dalla famiglia Maffey napoletana precisamente da Lucio Maffei di Napoli all'epoca romana, e si noti che la famiglia era già in possesso del cognome essendo un'antichissima casata di origine greco-romanaSi evidenzia anche il cognome Maffey scritto con la lettera finale straniera greca Y che a quell'epoca denotava cognomi antichi romani di origine greca.
Secondo scritture antiche la famiglia Maffei di Verona discendeva dal ceppo dei Maffei volterrani. Il casato dei Maffei di Volterra derivava dall'Antica Grecia, da un Principe Alfeo.Il Sacerdote Giuseppe Maria Salerno in Palermo, della famiglia Maffei scrive anche:<<Questa divisa in tre parti e sono i Maffei di Volterra, di Roma, e di Verona tutti dell'istesso Pedale....nell'indagar l'origine de' Maffei, che si stima portata dalla Grecia in Volterra antichissima città di Toscana....>> Il nome Alfeo evidenzia il passaggio avvenuto dalla Grecia alla Sicilia, Alfeo principe nell'antica Grecia era un avo di Lucio Maffei. 
Nelle Memorie del General Maffei è scritto:<< In certe scritture solennemente legalizzate in Napoli s'incomincia la genealogia da un Lucio Maffei, che si asserisce fiorito sotto l'Imperador Costanzo.>>Imperatore romano Costanzo (250 Dardania - 306 Eburacum). I discendenti della famiglia napoletana di Lucio Maffei si portarono in seguito in Volterra.
A riguardo della dinastia costantiniana, l'Imperatore romano Costantino I (274-337), figlio dell'Imperatore romano d'Occidente Costanzo (250-306), fu creatore dell'ordine equestre costantiniano, nella fabula equestri ordinis Costantiniani, viene menzionata la famiglia Maffaei discendente anticamente dal Greco Alpheo: << In investitura quadam fatis antiqua Maphaei a Graeco Alpheo feliciter deducimur....>>.
Tralasciando le origini franche, ed le leggendarie origini greche, la maggior parte dei genealogisti ritiene la nobile casata Maffei di origini autoctone dall'antichissima città di Volterra, dove per altro vi sono la maggior parte delle notizie storiche, con capostipite un Maffeo volterrano; a conferma di un'origine volterrana è appunto il professare la legge romana nel Medioevo da parte dei Maffei. A comprovare una derivazione italiana è il celebre Marchese Scipione Maffei, che nello scrivere dell'origine della sua famiglia, la definisce di derivazione italiana, e nativa, ma dalla città di Bologna all'epoca delle fazioni de' Geremei- Guelfi e de' Lambertacci-Ghibellini. Il casato fu presente in Volterra già da molto prima del IX secolo con cariche Consolari e dell'Ordine Equestre, ebbero Porpore e Toghe, membri della famiglia fecero diverse donazioni alla Cattedrale di Volterra, nel 850 fiorì un Maffeo, che secondo alcuni diede il nome alla famiglia infatti il Maffeo volterrano fu denominato nell'albero genealogico Maffeo I,in realtà il cognome di famiglia ha origini antichissime, e come scrive il Marchese Maffei il cognome era a quell'epoca solo per le nobili famiglie,i discendenti del Maffeo I in Volterra dello stesso nome furono denominati dai genealogisti Maffeo II, Maffeo III, Maffeo IV, Maffeo V, ec.I discendenti del Maffeo volterrano si propagarono ampiamente distinguendosi in armi, lettere, religione, arte, ecc. alcuni di essi furono: nel 890 Ugo di Maffeo e suo fratello Uberto di Maffeo Cavaliere; nel 930 un altro Uberto; nel 970 si ha notizia di un Maffeo in Volterra; nel 1010 Salinuccio di Maffeo Console di Volterra e suo fratello Fuco o Fucio Console di Volterra nel 1005 e nel 1016; un Maffeo nel 1046 fu fatto cavaliere dall'imperatore Enrico III il Nero; un Maffeo di Salinuccio di Maffeo nel 1050 fu Console di Volterra; un Alfano di Maffeo fu Console di Volterra nel 1090; nel 1130 Mastino guelfo di fazione fu Console di Volterra; nel 1170 in Volterra si ha notizia di un altro Maffeo padre di sei figli maschi; un altro Alfano di Maffeo fu presente in diverse ambascerie, delle quali le più rimarcabili furono nell'anno 1199 presso papa Innocenzo III e l'imperatore Enrico VI di Svevia; ancora un altro Alfano di Maffeo fu Sindaco e Procuratore della sua Patria Volterra e più volte Ambasciatore per la fazione guelfa l'anno 1281 e l'anno 1296; nel XIII sec. in Volterra si ha notizia di sei fratelli: Ildino di Maffeo, Alfano di Maffeo, Gualterotto di Maffeo, Verrazzano di Maffeo, Gherardo di Maffeo e Antonio di Maffeo che fu il progenitore dei Maffei di Verona, originario di Volterra passò in Bologna e successivamente si stabilì in Verona; la famiglia Maffei volterrana possedeva beni e tenute in Villamagna (Volterra) ed anche Guido di Gherardo di Maffeo fin dall'anno 1088 possedeva molte tenute di beni stabili in Villamagna con bellissimo forte Palazzo e case, sempre Guido uomo potente e di gran stima nella sua Volterra s'imparentò con la gran casa de' Tignoselli Signori di Villamagna e di tanti Castelli e ne trasse Villamagna; furono Signori di Villamagna anche Alfano di Maffeo, Maffeo di Maffeo, Fredo di Maffeo, Pietro di Maffeo; nel 1286 Feo di Maffeo fu Signore di Villamagna tramite sua moglie D.Maria figlia di Beringario Cavalcalombardi de' Signori di Montignoso detti poi Tignoselli; nel 1260 Verrazzano di Maffeo fu esiliato da Volterra con i suoi fratelli e i suoi guelfi e ritornò vincitore nell'anno 1268 e fu mandato come Ambasciatore a Re Carlo I d'Angiò e da questo come valoroso guelfo fu creato Cavaliere, sempre Verrazzano nel 1268 al comando delle milizie volterrane guelfe andò contro i Pisani ghibellini e nel 1269 fu di nuovo Ambasciatore dal Re Carlo D'Angiò; Montone di Maffeo fu console e ambasciatore nel 1262; Fredo di Maffeo fu Cavaliere nel 1282 e nel 1291; fra il XV sec. e il XVI sec. si ha notizia di Raffaele Maffei, anch'esso celebre volterrano, fu un umanista, letterato, storico, noto come "Raphael Volaterranus", ec.
Dalle fortificazioni volterrane si apprende che nel 1016 il console Fuccio Maffei governava la città di Volterra insieme ad altri tre consoli, ognuno dei quali professava la legge secondo l'origine della propria famiglia, pertanto in quell'anno in Volterra si ebbe un console per la legge longobarda, uno per la legge salica, uno per la legge sassone, mentre il console Fuccio Maffei professava la legge romana, infatti i progenitori della nobile famiglia Maffea fecero parte dell'Ordine Senatorio e dell'Ordine equestre, i Maffei furono Cittadini Romani, Patrizi Romani, fiorirono anticamente nel III secolo e IV secolo sotto l'Imperatore Costanzo nell'Impero romano d'Occidente e appartennero alle principali famiglie nobili romane legate alla Santa Sede. I Maffei di Verona erano ritenuti di origine franca mentre i più antichi Maffei di Volterra per le loro antiche origini volterrano-romane, erano di legge romana, entrambe le famiglie erano di parte guelfa perché legate alla Santa Sede e a vari Papi, i quali per i servigi resi conferirono loro l'onore di alzare le proprie armi gentilizie. Anche il provveditore Raffaello Maffei nella storia volterrana ricorda il console volterrano Fuccio di Maffeo Maffei di legge romana, e denota come in Volterra, di legge romana siano i Romani e gli antichi originari abitatori, l'antichissima città etrusca di Volterra con l'avvento del dominio dei Romani fu ascritta alla cittadinanza romana. Della medesima opinione furono due personaggi celebri: Raffaele Maffei il volterrano e Giuseppe Maffei di Graglia noto pittore, scultore e architetto creatore di molte opere in Rosazza e nel biellese. I Maffei fecero parte della Curia romana alcuni dei quali furono Cardinali: Marcantonio Maffei, Bernardino Maffei, Orazio Maffei, altri arcivescovi e vescovi: Timoteo Maffei, Celso Maffei, Mario Maffei, ecc. Papa Paolo V concesse ai Maffei i titoli di conti palatini e cavalieri aurati.
Ai Maffei o Maffey o Maffeis passati nel Medioevo in Sicilia e Campania, Ruggero II di Sicilia nel 1130 concesse loro vari feudi in questo Regno; e nominò Barone di Ferrazzano, il milite Angelo Maffei, figlio di Uglioni Maffei, Magistro e Hostiario di Napoli, essi appartenevano a una nobile famiglia napoletana. Premettendo ed evidenziando che secondo alcuni la nobile casata Maffei è di origine autoctona volterrana, secondo altri scrittori invece, parte dei Maffei erano già presenti in Napoli come in Sicilia già da secoli prima, infatti le notizie più antiche risalirebbero a un Lucio Maffei nel III secolo e IV secolo in Napoli che fiorì sotto l'imperatore Costanzo e ancor prima con l'antenato della casata un principe Alfeo di Grecia.Resta di fatto che i Maffei in ordine cronologico di antichità sono: il leggendario principe Alfeo dell'antica Grecia/Sicilia, i Maffei di Napoli, Volterra, Roma, Bologna, Verona, Bergamo, Piemonte, Mirandola, ecc. provengono da un medesimo antenato ed attraverso i secoli alzarono la medesima insegna, un cervo rampante, primi a portare l'insegna però furono i nobili Maffei volterrani, per la maggior parte degli storici ritenuti i più antichi. 
Un ramo di questa nobile famiglia si stabilì in Melfi. Da Melfi poi con Antonio i Maffey/i si stabiliranno in Solofra e da qui nel 1642 su incarico del marchese Caracciolo di Torrecuso il conte Lelio Maffey si stabilì in Campagna quale governatore del principato Citra I Maffei furono nobili in Lauria, in Matera ed altre città della Basilicata, in Cosenza, nella città di Paola, presenti anche in altre città della Calabria. Mentre da Volterra nel XVI sec. passarono in Bari e nella città di Modugno, dove si trova lo storico Palazzo Maffei (Modugno), altri rami giunsero in altre città della Puglia. I Maffei/Maffey/Maffeo della Campania furono nobili in Napoli, Avellino, Solofra, Taurasi, San Potito Ultra ed altre città avellinesi, Caserta, Benevento, Salerno, Campagna ec. Dell'origine della famiglia Maffei di Solofra scrive Ottavio Beltrano nel Breve descrittione del Regno di Napoli:<< Riluce la famiglia Maffei, della quale non s'ha dubbio esser uscita di Roma si per molte rilevanti scritture, che si conservano in potere di questi Signori, come per l'esempio d'essersi servita per centinaia d'anni della medesima Impronta del Cervo, che si servono quei di Roma, essendovi nel Regno molti del medesimo cognome, ch'ergono differenti scudi >>. La presenza dei Maffei a Solofra è documentata all’inizio del XVI secolo, quando la ricca produzione notarile, che in quel periodo Solofra produsse, la presenta come una famiglia ben impiantata nel casale Toro soprano, che si era sviluppato intorno a questo ceppo, e partecipe in primo piano alle attività socio-economiche locali. Proprio una fonte archivistica del 1533 evidenzia ampi possedimenti al centro dei quali c'era l'abitazione padronale al casale Toro e il patronato di cappelle e di altari nelle chiese più importanti dell'Universitas. I Maffei di Solofra a metà del XVIII secolo sono ancora essenzialmente uniti sia abitando in una unica zona, molti al Toro, il casale di provenienza, altri nella vicina Fratta e una famiglia alla Carcarella sulla via di S. Agata di Solofra. Anche l'attività era essenzialmente la stessa ruotando intorno al battiloro e alla concia che era di supporto alla prima. Da notare anche che il ramo più ricco risiedeva a Napoli cosa che permise la lavorazione dell'oro, la quale non era dunque un'attività autonoma, ma svolta in dipendenza dalla capitale. Molti studiarono legge e ciò a causa dalla residenza a Napoli, cosa che determinerà la permanenza dei rami più importanti in questa città. Nel XIX secolo alcuni membri del ramo facente capo a Michele e Maria Pirolo, emigrarono in Argentina, dove crearono un impero economico tanto che una piazza di Buenos Aires è intitolata ai Fratelli Maffei, solofrani. 
Da Bologna i Maffei giunsero in Valtellina, in seguito sempre da Bologna passarono nel Goriziano sloveno a San Pietro dove si trova il maniero Maffei-Gradic Mafejsce. I Maffei passarono in tutta la Toscana ed anche in Firenze, dove si ha notizia di Ruggero di Maffeo Maffei, che nel 1260 fu presente nella Battaglia di Montaperti, sempre per le lotte di fazione nel XIII secolo i Maffei da Firenze arrivarono in Gemona del Friuli. La famiglia Maffei inizialmente in Bologna fu di fazione guelfa e ne fu anche al comando, dato che la famiglia Geremia era al comando di tutti i guelfi, in seguito una parte dei Maffei passarono alla fazione ghibellina. I Maffey governarono la città di Bologna e tutta la provincia per la Santa Sede, Antonio Maffei fu da papa Onorio III insignito dei titoli di conte palatino e cavaliere aurato, nel 1274 i Maffey/i ancora presenti in Bologna, a causa delle lotte fra guelfi e ghibellini, dovettero abbandonare la città per rifugiarsi in Verona, dove sempre Antonio Maffei fu fatto podestà. La famiglia Maffei in Verona ebbe alte cariche e fu tra le famiglie nobili più in evidenza della città veneta. Nel XIII secolo furono presenti in Bergamo, dando origine al ramo dei Maffei o Maffeis della Lombardia, nel 1500 alcuni rami dei Maffei di Carrara si trapiantarono in Sicilia precisamente in Messina,
un ramo dei Maffei passò in Sardegna dove furono proprietari terrieri e di miniere, altri giunsero in Umbria, nelle Marche e in altre regioni.
Nel 1650 da Carlo Emanuele II di Savoia e successivamente da Maria Giovanna Battista di Savoia-Nemours, Giovanni Francesco Maffey ottenne per sé e per i suoi discendenti il titolo di marchese.
Il conte Annibale Maffei nato in Mirandola, ma appartenente al ramo dei Maffei di Verona, fu generale e diplomatico, prese parte a diverse battaglie al servizio di Vittorio Amedeo II di Savoia, fra le quali si distinse nella battaglia di Staffarda, fu viceré di Sicilia dal 1714 al 1718.
I Maffey attraverso il corso della storia da Verona passarono in Roma, Mirandola, Piemonte, da Torino in Genova e in Francia con Vittorio Amedeo Maffei, che sposò Cristina Le Long ed ebbe i feudi di Beuil, Péone, Sauze e della baronia di Scenilliac nella provincia di Alvernia. Sempre da Verona, Trentino-Alto Adige, e Tirolo, rami della casata Maffei/y si stabilirono in Germania, Baviera, dove appartennero alla nobiltà del Sacro Romano Impero germanico. In Ratfol-Zell una cittadina sulle sponde del lago di Costanza nel Baden-Wrttemberg, si ha notizia del Cavaliere Antonio Maffei che fece incidere il sepolcro di Ratoldo coll'iscrizione in tedesco e latino. Il marchese Scipione Maffei, uno dei più celebri uomini di quei tempi, prese parte a varie battaglie dell'esercito bavarese guidate da suo fratello il Feldmaresciallo Alessandro Maffei, fra le quali la battaglia di Schellenberg, nota anche come battaglia di Donauwörth, dove Scipione si distinse per il suo valore. La nobile famiglia Maffei di Verona fu sempre in ottimi rapporti con l'Elettorato di Baviera, tanto che nel 1716 il principe elettore di Baviera, poi imperatore, scese in Italia, venne in Verona e alloggiò in casa del Marchese Scipione Maffei. Il Marchese in onore del futuro Imperatore organizzò nell'Arena di Verona una giostra cavalleresca, alla quale partecipò lui stesso e il suo parente Ascanio Maffei. Il Marchese Alessandro Maffei, fratello maggiore di Scipione, era Comandante delle truppe bavaresi con il grado di Feldmaresciallo Luogotenente, si distinse per il suo valore in parecchie battaglie fra le quali l'Assedio di Belgrado (1717)., Vienna (1683), Ersekujvar (1685), Buda (1686), Mochas (1687), Belgrado (1688), Slankamen (1691), Namur (1695), Krottensee (1703), Hochstadt (1703), Schellenberg (1704), Blenheim (1704), Ramillies (1706), e nelle guerre austro-turca (1683-1699), Grande Alleanza, Successione spagnola, Guerra austro-turca (1716-1718). La casata attraverso i secoli si stabilì in varie città d'Italia e d'Europa.

## Stemma del Cervo
Lo stemma della famiglia Maffey/i è il cervo rampante. Per i Maffei famiglia volterrana di parte guelfa: bandato d'oro e d'azzurro, al capo d'azzurro, caricato del cervo nascente d'oro. Il Cervo, emblema di antica nobiltà e prudenza militare, se è d'oro su azzurro rappresenta il Cavaliere ardito. Papa Onorio III, in seguito, ai Maffei di Bologna che si rifugiarono in Verona, fece aggiungere allo stemma del cervo, tre sbarre dorate, mentre Papa Paolo V permise ai Maffei di alzare come stemma un'aquila e un drago. I Maffei alzarono l'aquila nera dei Pico della Mirandola, l'aquila nera del Regno di Sicilia e anche l'aquila bicipite del Sacro Romano Impero Germanico. I Maffei di Firenze ebbero come stemma una banda d'argento in campo rosso con una C gotica d'argento. Alcuni rami dei Maffey/i nel tempo allo stemma del cervo aggiunsero altri simboli.
In araldica lo stemma del cervo simboleggia per il casato Maffei antichissima origine nobile guerriera avvenuta in terre lontane d'Oriente, probabilmente in Asia minore, in quanto dai versi sciolti del sacerdote Giuseppe Maria Salerno in Palermo si apprende che la casata proveniva dalla Grecia, dove ebbe i primi albori da un Principe Alfeo: questo Principe osservava un fiume il Tigri, dove trovò gli Allori, onore e gloria. Si deduce pertanto che l'illustre Alfeo risiedeva nei pressi del fiume Tigri, che nasce appunto in Anatolia nell'odierna Turchia, dove anticamente il Cervo era simbolo importante fra le tribù locali. Si presume che Alfeo antenato dei Maffei dall'Asia minore si portò nel Peloponneso dopodiché giunse in Sicilia.
In realtà lo stemma del cervo, nacque in Volterra come insegna della nobiltà della famiglia. Lo stemma del cervo all'epoca delle fazioni dei Guelfi e Ghibellini in Volterra, come in altre città, simboleggiava oltre ai vari significati, anche le famiglie guelfe legate alla Santa Sede e alla Francia.

## Famiglie omonime Maffei
Secondo alcuni di cognome Maffei non vi è soltanto l'antica casata di origine greca o meglio volterrana, ma vi sono altre famiglie di cognome omonimo Maffei che sembra abbiano avuto origini distinte, ma nel tempo volentieri confuse fra loro, in quanto il nome Maffeo nel Medioevo era molto diffuso nel territorio italiano ed abbia pertanto dato origine a svariate famiglie omonime ma di stirpi differenti, alcune di queste sembra che siano:
- Maffei di Verona, ramo della nobile famiglia Geremei di Bologna di origine franca, discendente da un Duca di Colonia che verso l'anno 715 fondò la casata in Bologna, il nome della famiglia deriva da un Maffeo de' Geremei.[2]
- Maffei della Val Camonica Brescia passati in Bergamo, discendenti nell'XI secolo da un Maffeo della nobile famiglia de' Federici di origine germanica, pertanto il cognome deriva da un Maffeo de' Federici.
- Maffei di Gubbio discendono nel XIV secolo da un Venutolo di Gubbio, dedussero il cognome invece da Giovanello di Maffeo detto il Gattapone, nipote di Venutolo.[20]
- Maffei di Firenze discendono nel XIII secolo da un Maffeo di Firenze che diede il nome alla famiglia, ed ebbe un figlio Ruggero che si distinse nella battaglia di Montaperti.
- Maffei di Sanleo che poi passarono in  Macerata Feltria, che nel XIV secolo ebbero come capostipite un Maffeo denominato da Montefeltro da cui dedussero il cognome.[21]
- Maffei di Massa-Carrara, dedussero il nome da un Maffeo di Massa-Carrara, verso la fine del 1500 si stabilirono in Messina.
- Maffei della Val Rendena in Trentino-Alto Adige, che ebbero come capostipite nel Medioevo un Maffeo della Val Rendena.

Mentre per la maggior parte degli scrittori queste famiglie sarebbero invece tutte discendenti dalla principale e numerosissima casata dei Maffei di Volterra, in quanto questi capostipiti di nome Maffeo sembra che in realtà sarebbero stati i capostipiti dei rami volterrani stabilitisi in vari luoghi d'Italia ed unitisi in matrimonio con nobili donne di altre casate, dalle quali unioni discesero i vari ceppi secondari volterrani, i di cui discendenti ebbero ovviamente come antichi avi anche quelli dei rami femminili. Il nome Maffeo per altro era nel Medioevo molto diffuso, ma solamente come nome, perché unicamente come distinzione il cognome Maffeo apparteneva all'antica casata greco-romana dei Maffey-Maffei-de Maffeo (de Maththaios), la quale sembra che ebbe l'esclusiva d'aver introdotto in epoca antica dalla Grecia in Italia il nome Maffeo, in quanto ad oggi non vi è nessuna notizia di attestazione del nome Maffeo precedente al Maffeo volterrano nel 850 d.C. ed ancor meno all'epoca romana di Lucio Maffei di Napoli. Inoltre queste famiglie inizialmente alzarono lo stemma del Cervo, anche se alcune in seguito aggiunsero altri simboli o cambiarono lo stemma.

## Cognome Maffei
L'etimologia dei nomi dei due avi dei Maffei conducono all'antica Grecia. Sia il nome Alfeo che il nome Maffeo sono di origine dorica ed erano nella lingua siciliana. Il nome Alfeo era di un guerriero spartano che combatté al fianco di Leonida nella battaglia delle Termopili. Mentre il nome Maffeo si venne a creare dal nome greco Μαθθαίσς, per il (th) aspirato greco reso con un suono simile alla lettera (f), che era specifico dei Greci Dori. Pertanto secondo alcuni il cognome Maffei anticamente nacque come patronimico Μαθθαιος - Maththaios-de Maffeo-Maffey scritto con la lettera finale greca Y per divenire Maffei; il cognome risulta essere stato attestato anticamente nel III-IV secolo in Napoli con un Lucio Maffei.
Tralasciando l'etimologie greche leggendarie, in realtà la maggior parte degli storici considera il cognome Maffei originario dell'antichissima città di Volterra. Nel Medioevo in Toscana il nome Matteo veniva spesso e volentieri reso Maffeo, difatti la maggior diffusione del cognome Maffei è appunto in Toscana. Il marchese Scipione Maffei nell'illustrare l'origine del cognome della sua famiglia scrisse:<«<Il cognome sarà senza dubbio originato da un Maffeo; poiché da nomi, o da soprannomi sono nati per lo più i moderni cognomi...», i cognomi in Italia si formarono solamente dopo l'anno 1000, ad eccezione delle antiche nobili famiglie romane.

## Personaggi illustri di cognome Maffei
- Alessandro Maffei, Generale dell'esercito di Baviera
- Andrea Maffei, poeta
- Annibale Maffei, generale e diplomatico Viceré di Sicilia
- Antonino Maffei, scultore di Messina
- Antonio Maffei di San Potito Ultra, professore, umanista e legislatore
- Arturo Maffei, atleta e calciatore
- Bernardino Maffei, arcivescovo e cardinale
- Camillo Maffei di Solofra, letterato
- Carlo Maffei di Boglio, senatore
- Carlo Alberto Ferdinando Maffei di Boglio, diplomatico
- Cecilia Maffei, pattinatrice
- Celso Maffei, letterato
- Cesare Maffei, pittore
- Clara Maffei, patriota
- Daniel Benjamin "Dan" Maffei, politico statunitense
- Emilio Maffei di Potenza, presbitero, poeta e patriota
- Fabrizio Maffei, giornalista e conduttore televisivo
- Fernanda de' Maffei storica
- Francesco Maffei, pittore
- Gaspare Baldessarre Maffei, industriale
- Giampietro Maffei, religioso
- Gino Maffei, parlamentare italiano
- Giuseppe Maffei di Graglia architetto e pittore
- Giuseppe Maffei di Solofra, letterato
- Hugo von Maffei, banchiere bavarese, imprenditore, consigliere imperiale della Corona Bavarese
- Joseph Anton von Maffei, imprenditore ed ingegnere tedesco
- Lamberto Maffei, medico e scienziato
- Lelio Maffei di Campagna Salerno, Capitano di Cavalleria
- Marcantonio Maffei, cardinale
- Michelangelo Maffei di Bitonto, Cavaliere dell'Ordine Gerosolimitano di Malta e Governatore
- Michele Maffei, schermidore e dirigente sportivo
- Michele Maffei, scultore di Messina
- Nicola Maffei (1487-1536) di Mantova, Conte
- Nicola Maffei di Barletta, politico italiano
- Nicolò Maffei di Volterra, Conte
- Nicolò Francesco Maffei, scultore di Messina
- Orazio Maffei, cardinale
- Paolo Maffei, astrofisico
- Raffaele Maffei detto Volaterranus
- Scipione Maffei storico, drammaturgo ed erudito
- Simplicio Maffei di Torino, cavaliere
- Timoteo Maffei, arcivescovo
- Traiano Maffei di Solofra, letterato
- Vitangelo Maffei di Modugno Bari, scrittore e deputato
- Vitangelo Maffei junior di Modugno, scrittore

## Palazzi Maffei
- Palazzo Maffei (Verona)
- Palazzo di Scipione Maffei in San Pietro Incarnario Verona
- Palazzo Maffei di Volterra
- Palazzo Maffei (Modugno)
- Palazzo Maffei Marescotti Roma
- Palazzo Maffei di Napoli
- Palazzo Maffei di San Potito Ultra Avellino
- Palazzo Maffei di Solofra Avellino
- Palazzo Maffei di Deliceto Foggia
- Palazzo Maffei di Sant'Agata Feltria Rimini
- Palazzo Maffei di Macerata Feltria Pesaro e Urbino
- Palazzo Maffei di Irsina (Montepeloso) Matera

## Altro
- Statua di Scipione Maffei in Verona
- Museo lapidario maffeiano
- Maffei, fabbrica tedesca di locomotive, successivamente Krauss-Maffei
- Krauss-Maffei Wegman, industria tedesca
- Maffei 1 galassia elittica nella costellazione di Cassiopea
- Maffei 2 galassia a spirale intermedia nella costellazione di Cassiopea
- 18426 Maffei, asteroide della fascia principale
- Maffei frazione in Provincia di Torino
- Gruppo Minerali Maffei
- Maffei Sarda
- Salotto Maffei